# Tri-Crescendo
tri-Crescendo est une société japonaise de développement de jeux vidéo, fondée en 1999 par Hiroya Hatsushiba, ancien programmeur son du studio tri-Ace.

## Travaux

### Jeux développés
- 2003 : Baten Kaitos : Les Ailes éternelles et l'Océan perdu (GameCube) (co-développé avec Monolith Soft)
- 2006 : Baten Kaitos Origins (GameCube) (co-développé avec Monolith Soft)
- 2007 : Eternal Sonata (Xbox 360, PlayStation 3)
- 2008 : Fragile Dreams: Farewell Ruins of the Moon (Wii)
- 2009 : Blue Dragon: Awakened Shadow (Nintendo DS)
- 2012 : Digimon World Re:Digitize (PSP)
- 2013-2014 : Tales of Symphonia Chronicles (PlayStation 3)
- 2015 : Tales of Zestiria
- 2016 : Tales of Berseria
- 2017 : Gundam Versus

Source

### Travail sonore
- 2000 : Valkyrie Profile (PlayStation)
- 2001 : Star Ocean: Blue Sphere (Game Boy Color)
- 2001 : The Fear (PlayStation 2)
- 2004 : Star Ocean: Till the End of Time (PlayStation 2)
- 2005 : Radiata Stories (PlayStation 2)
- 2006 : Valkyrie Profile 2: Silmeria (PlayStation 2)